# 1701
1701 (MDCCI) je bilo navadno leto, ki se je po gregorijanskem koledarju začelo na soboto, po 11 dni počasnejšem julijanskem koledarju pa na sredo.

## Dogodki
- 1. januar

## Rojstva
- 28. januar - Charles Marie de La Condamine, francoski geograf, matematik († 1774)
- 27. november - Anders Celsius, švedski astronom († 1744)

## Smrti
- 16. september - Jakob II. Angleški, angleški, irski in škotski kralj (* 1633)